# Norges regering
Norges regering är enligt landets sedvanerätt det statsorgan som utövar verkställande makt i kungens namn. Regeringen leds av Norges statsminister och har ett antal ministrar som utnämns av kungen. Sedan parlamentarismen infördes i Norge 1884 är regeringen beroende av Stortingets förtroende. Sedan den 14 oktober 2021 utgör regeringen Gahr Støre landets nuvarande regering.
Statsministern och statsråden är medlemmar av Statsrådet. När regeringen fattar beslut som samlat kollegium, sker det som statsråd under kungens ledning. Det hålls normalt statsråd varje fredag på kungliga slottet i Oslo.

## Norges alla regeringar från 1905 och framåt
- Regeringen Michelsen (1905–1907)
- Regeringen Løvland (1907–1908)
- Regeringen Knudsen I (1908–1910)
- Regeringen Konow (1910–1912)
- Regeringen Bratlie (1912–1913)
- Regeringen Knudsen II (1913–1920)
- Regeringen Bahr Halvorsen I (1920–1921)
- Regeringen Blehr II (1921–1923)
- Regeringen Bahr Halvorsen II (1923–1923)
- Regeringen Berge (1923–1924)
- Regeringen Mowinckel I (1924–1926)
- Regeringen Lykke (1926–1928)
- Regeringen Hornsrud (1928–1928)
- Regeringen Mowinckel II (1928–1931)
- Regeringen Kolstad (1931–1932)
- Regeringen Hundseid (1932–1933)
- Regeringen Mowinckel III (1933–1935)
- Regeringen Nygaardsvold (1935–1945)
- Regeringen Gerhardsen I (1945–1945)
- Regeringen Gerhardsen II (1945–1951)
- Regeringen Torp (1951–1955)
- Regeringen Gerhardsen III (1955–1963)
- Regeringen Lyng (1963–1963)
- Regeringen Gerhardsen IV (1963–1965)
- Regeringen Borten (1965–1971)
- Regeringen Bratteli I (1971–1972)
- Regeringen Korvald (1972–1973)
- Regeringen Bratteli II (1973–1976)
- Regeringen Nordli (1976–1981)
- Regeringen Brundtland I (1981–1981)
- Regeringen Willoch I (1981–1983)
- Regeringen Willoch II (1983–1986)
- Regeringen Brundtland II (1986–1989)
- Regeringen Syse (1989–1990)
- Regeringen Brundtland III (1990–1996)
- Regeringen Jagland (1996–1997)
- Regeringen Bondevik I (1997–2000)
- Regeringen Stoltenberg I (2000–2001)
- Regeringen Bondevik II (2001–2005)
- Regeringen Stoltenberg II (2005–2013)
- Regeringen Solberg (2013–2021)
- Regeringen Støre (2021–)